# Ligne de tramway 4 (SNCV Groupe de Namur)
La ligne 4 d'après son numéro de tableau horaire est une ancienne ligne de tramway du Groupe de Namur de la Société nationale des chemins de fer vicinaux (SNCV) qui a fonctionné entre le 13 février 1909 et la fin des années 1920.

## Histoire
La ligne est mise en service en traction électrique le 13 février 1909 entre la gare de Namur et La Pairelle par la mise en service d'une nouvelle section entre la gare et le boulevard Ad Aquam (Baron Louis Huart) et l'électrification des voies de la ligne 544/1 de ce point à la Pairelle.
Le 1er juin 1910, la ligne est prolongée à Profondeville en électrifiant les voies de la ligne 544/1.
A la fin des années 1920, la ligne est fusionnée avec la ligne 6.